# Hantumermolen
Hantumermolen – wiatrak w miejscowości Hantum, w gminie Dongeradeel, w prowincji Fryzja, w Holandii. Młyn wzniesiono w 1880 r. w celu osuszania okolicznych polderów. Pracował do 1957 r. Był on restaurowany w latach 1978, 1994 i 1998. Posiada on trzy piętra, przy czym powstał na jednopiętrowej bazie. Jego śmigła mają rozpiętość 22,00 m. Wiatrak służy głównie do pompowania wody za pomocą śruby Archimedesa.